# Hainanreiher
Der Hainanreiher (Oroanassa magnifica, Syn.: Gorsachius magnificus) ist eine Art aus der Familie der Reiher. Er kommt ausschließlich in einem kleinen Gebiet in Ostasien vor und gilt als die am meisten gefährdete Reiherart. Der Bestand wird auf weniger als 1.000 Vögel geschätzt und die IUCN stuft die Art als stark gefährdet ein.

## Erscheinungsbild
Der Hainanreiher erreicht eine Körpergröße von 54 Zentimetern. Der Geschlechtsdimorphismus ist nur geringfügig ausgeprägt. Kopf und Hals der Weibchen sind etwas weniger kontrastreich als beim Männchen gefärbt. Bei ihnen ist außerdem der Federschopf etwas kürzer.
Die Gefiederfärbung ist überwiegend braun. Der Scheitel ist schwarz mit einem schwarzbraunen Federschopf. Hinter dem Auge findet sich ein auffälliger weißer Fleck, die Wangen sind braunschwarz. Das Kinn und die Kehle sind weiß. Die Region um die Augen ist auffällig gelbgrünlich, die Iris ist gelb. Der Schnabel ist dunkel, lediglich die Unterseite des Schnabels spielt etwas ins gelb-grünliche. Der Vorderhals ist auffällig braun bis braunschwarz längsgestreift. Die Körperoberseite ist dunkel graubraun mit einem leichten purpurfarbenen Anflug. Die Schwingen sind grauschwarz und die Beine sind grün. Vom Wellenreiher unterscheidet sich der Hainanreiher durch die dunkleren Flügel, die dunkle Körperseite und den braunschwarz gestreiften Hals.

## Verbreitungsgebiet und Lebensraum

Verbreitungsgebiet des Hainanreihers (grün)

Der Hainanreiher gilt als die Reiherart mit dem kleinsten Verbreitungsgebiet. Er kommt ausschließlich im Südosten Chinas und in Vietnam vor. Er brütet noch mit Sicherheit in zwei Gebieten in China, in Guangxi sowie möglicherweise in Guangdong und der Provinz Bắc Kạn in Vietnam. In Hainan kommt er vermutlich nicht mehr vor, denn die letzte Sichtung dort stammt aus dem Jahr 1962. Bislang ist nicht gesichert, ob es sich beim Hainanreiher um einen Standvogel handelt. Möglicherweise handelte es sich bei den in Hainan beobachteten Hainanreihern um überwinternde Vögel, die weiter nördlich brüteten.
Der Lebensraum des Hainanreihers sind dichte Primärwälder entlang von Flüssen und Sumpfgebieten. Diese Lebensräume sind in seinem gesamten Verbreitungsgebiet zu einem großen Teil verschwunden. In den letzten Jahrzehnten wurde der Hainanreiher überwiegend in Mittelgebirgen beobachtet. Er ist aber möglicherweise eine Art des Flachlands, der in Mittelgebirgen letzte Rückzugsmöglichkeiten findet, die seinen Lebensraumanforderungen entsprechen.

## Lebensweise
Über die Lebensweise des Hainanreiher ist nur sehr wenig bekannt. Nach den vorliegenden Erkenntnissen ist er nachtaktiv und errichtet seine Nester hoch oben in Bäumen. Das Nahrungsspektrum umfasst Fische, Garnelen und Insekten. Es gilt aber als bislang nicht hinreichend untersucht.

## Bestandserhaltende Maßnahmen
Die zuständigen Behörden der Provinzregierungen in Guangxi und Guangdong unternehmen einige Anstrengungen, um diese Art zu erhalten, die in China unter Schutz steht (Class II national-protected species). Sie haben in den letzten Jahren vor allem Schritte eingeleitet, um die letzten Brutgebiete dieser Art ausfindig zu machen. Ziel ist es, diese unter Schutz zu stellen. Einer der bestandsbedrohenden Faktoren ist, dass Reiher in China nach wie vor bejagt werden. Die vermehrten Schutzanstrengungen in China wurden eingeleitet, nachdem noch in den 1990er Jahren ein Hainanreiher auf einem Markt in Nanning zum Verkauf angeboten wurde.

## Belege

### Einzelbelege
1. 1 2 3  Kushlan et al., S. 278
2. ↑  Kushlan et al., S. 276
3. ↑  Kushlan et al., S. 277
4. 1 2  BirdLife International: Species Factsheet – White-eared Night-heron (Oroanassa magnifica). Abgerufen am 2022-07-07.
5. ↑  Kushlan et al., S. 279